# Франсіско Паскуаль Обама Асуе
Франсіско Паскуаль Обама Асуе (ісп. Francisco Pascual Obama Asue) — політик з Екваторіальної Гвінеї, прем'єр-міністр Екваторіальної Гвінеї 23 червня 2016 — 1 лютого 2023.

## Біографія
Член правлячої Демократичної партії Екваторіальної Гвінеї (PDGE). З 1996 року в уряді прем'єр-міністра Анхелі Дуган, був міністром молоді та спорту, міністром з питань громадських справ та урбанізації та генеральним секретарем уряду. Також обіймав посаду генерального секретаря наступного уряду — прем'єр-міністра Кандідо Муатетема Ріваса . В 2010 році він обіймав посаду міністра охорони здоров’я та соціального забезпечення в уряді Ігнасіо Танга. В 2013 році став міністром молоді та спорту в уряді Вінсенте Ехате Томі, відповідав за організацію Кубка Африки в 2015 році. Того ж року він став другим віце-прем'єр-міністром.
23 червня 2016 року указом 58/2016 президента Теодора Мбасого Асуе обійняв посаду прем'єр-міністра Екваторіальної Гвінеї, відповідального за координацію управління. Він замінив Вінсенте Ехате Томі, на цій посаді. З цього часу він залишається в керівництві PDGE. Під час першої закордонної поїздки він відвідав Нью-Йорк та штаб-квартиру ООН, зустрівшись з послами країн Африки та Європи. У лютому 2017 року разом з усім урядом він переїхав з Малабо до нової столиці країни — Сьюдад-де-ла-Пас.